# Макл-Флагга
Макл-Флагга (англ. Muckle Flugga) — небольшой скалистый остров к северу от острова Анст в Шетландских островах, Шотландия. Он часто описывается как самая северная точка Британских островов, хотя скала Аут-Стак находится ещё севернее. На острове находится автоматизированный маяк, построенный в 1858 году Томасом и Дэвидом Стивенсонами, отцом и дядей известного писателя.

## География

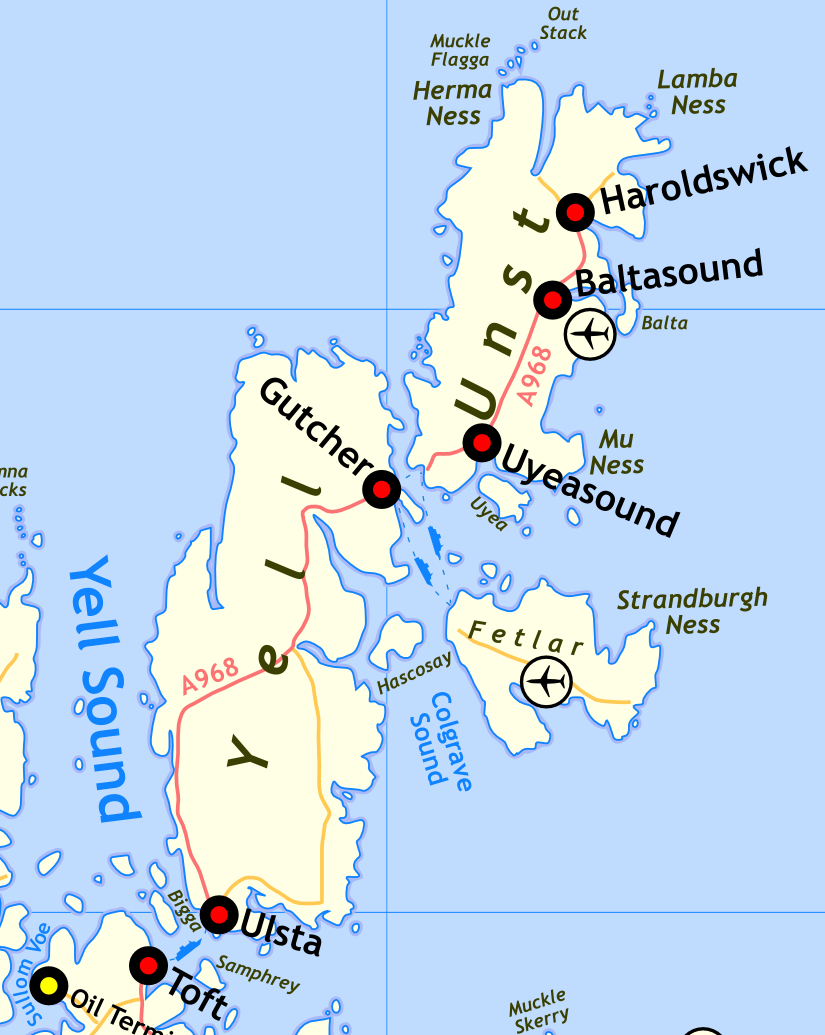
Карта острова Макл-Флагга

Остров находится в северной части Шетландских островов, примерно в километре к северу от мыса Херманесс острова Анст. Омывается с востока Северным морем, с запада водами Атлантического океана.

## История
Название происходит от древнеисландского Mikla Flugey, что означает «большой крутой остров». Первоначально он назывался «Северный Анст», но в 1964 году было решено изменить название на «Макл-Флагга».

## Маяк
Маяк на острове Макл-Флагга построен в 1858 году Дэвидом и Томасом Стивенсонами, отцом и дядей писателя Роберта Луиса Стивенсона. В 1971 году маяк и окружающие его постройки были включены в список архитектурных памятников категории «A».

## Другое
Согласно местному фольклору, остров Макл-Флагга сформировался, когда два гиганта Герма и Сакса одновременно полюбили обитавшую рядом красавицу-русалку. Они боролись за неё, бросая друг на друга большие камни; один из них и стал Макл-Флагга.
Острову Макл-Флагга посвящена часть первого эпизода телевизионного документального сериала «Martin Clunes: Islands of Britain». В роли ведущего сериала — актёр и комик Мартин Клунз.